# Côte-Nord-du-Golfe-du-Saint-Laurent
Côte-Nord-du-Golfe-du-Saint-Laurent es un municipio canadiense situado en la provincia de Quebec.

## Superficie
Côte-Nord-du-Golfe-du-Saint-Laurent tiene una superficie de 2597,05 km².

## Demografía
En 2021, tenía 787 habitantes, una densidad poblacional de 0,3 hab./km², y 430 viviendas.